# Richard Aguilar
Richard Alfonso Aguilar Villa (Tolú, Sucre, 26 de septiembre de 1981) es un político colombiano. Fue cónsul general de Colombia en Chile entre 2008 y 2011, gobernador de Santander entre 2012 y 2015, y fue senador de la República por el partido Cambio Radical desde 2018 hasta 2021. Fue apresado en el búnker de la Fiscalía el 27 de julio de 2021, para responder por un presunto caso de corrupción.

## Trayectoria
Es hijo de Hugo Aguilar, quien comandó el operativo que dio de baja a Pablo Escobar en 1993. Comenzó su carrera política en el Departamento de Inversión Extranjera del Ministerio de Comercio, Industria y Turismo. Estudió Derecho en la Universidad Sergio Arboleda. Fue gerente de Comercializadora Internacional Ex-All Ltda. en Bogotá.
Tras adelantar hacer una maestría en Estudios Legales en la Universidad de Georgetown, regresó a Colombia en julio de 2007, donde fue asesor jurídico y financiero de la División Financiera y Presupuesto del Senado de la República, profesor de derecho internacional privado de la Universidad Manuela Beltrán y Asesor Legal Externo de la Notaría 45 de Bogotá.[cita requerida]
En noviembre de 2008 fue nombrado cónsul general en Santiago de Chile (Chile). Renunció al cargo en marzo de 2011 para a asumir una candidatura cívica a la Gobernación de Santander, luego de que su padre, quien aspiraba al cargo, fuera destituido e inhabilitado por la Procuraduría por aliarse con grupos paramilitares en el escándalo de la parapolítica. La candidatura se basó en un movimiento de firmas.
En las elecciones del 30 de octubre de 2011 venció al experimentado político Partido Liberal Luis Fernando Cote Peña, tras obtener una votación de 481 924 votos, que representó el 56.15 % de los votos válidos. En el ejercicio de sus tres primeros meses de gobierno, formuló y aprobó el Primer Plan de Desarrollo Departamental del país. 
En las elecciones de 2018 fue elegido senador de la república.

## Controversias
El 27 de julio de 2021 el Cuerpo Técnico de Investigación de la Fiscalía General de la Nación lo capturó en Bogotá por la presunta comisión de los delitos cuando fungía como gobernador de Santander. Entre los cargos que pesan en su contra están concierto para delinquir agravado, peculado por apropiación a favor propio y de terceros, contrato sin cumplimiento de requisitos legales, e interés indebido en la celebración de contratos. Según el proceso que lleva e su contra la Corte Suprema de Justicia, Aguilar favoreció a sus recursos y los de sus familiares mediante seis contratos públicos. El 28 de julio renunció a su curul en el Senado.

#### Algunas de sus controversias
La carrera política de Richard Aguilar se ha visto empañada por serias acusaciones de corrupción presuntamente ocurridas durante su gestión como gobernador de Santander (2012-2015). Las investigaciones apuntan a la existencia de un supuesto entramado criminal dedicado a la adjudicación irregular de contratos públicos a cambio de sobornos.
Según la Fiscalía General de la Nación, Aguilar habría liderado un "cartel de la contratación" para direccionar contratos clave a cambio de coimas estimadas en el 10% del valor total de los mismos. La exsecretaria de Infraestructura de su administración, Claudia Toledo, y su esposo, Lenin Pardo, se convirtieron en testigos clave del caso, proporcionando detalles sobre el modus operandi de la red.

#### Entre los contratos bajo investigación se encuentran:
- La remodelación del Estadio Alfonso López en Bucaramanga.
- El mejoramiento de los corredores viales San Gil-Charalá y el Corredor Agroforestal y Energético.
- La construcción del tercer carril de la autopista entre Bucaramanga y Floridablanca.
- Contratos del Programa de Alimentación Escolar (PAE).[11]

### Proceso judicial
Por su condición de senador, el caso fue inicialmente asumido por la Corte Suprema de Justicia, que ordenó su captura el 27 de julio de 2021, siendo recluido en el Cantón Norte de Bogotá. Tras su renuncia al Senado de la República, su expediente fue remitido a la Fiscalía General de la Nación, que lo acusó formalmente en mayo de 2022 por los delitos de concierto para delinquir agravado, contrato sin cumplimiento de requisitos legales, interés indebido en la celebración de contratos y peculado por apropiación.
El 2 de noviembre de 2022, un juez de conocimiento de Bogotá ordenó su libertad por vencimiento de términos, al cumplirse el plazo máximo que permite la ley para una persona en detención preventiva sin que se iniciara el juicio oral en su contra. Sin embargo, las autoridades judiciales aclararon que esta medida no significa su absolución y que el proceso penal continúa vigente.

### Regreso a la vida pública
Tras su liberación, Aguilar mantuvo un perfil bajo hasta marzo de 2025, cuando contrajo matrimonio con la comunicadora social Estefanía Montoya, marcando su regreso a la escena social. Para julio de 2025, se reportó que Aguilar estaba realizando reuniones con líderes políticos de Santander, explorando una posible candidatura al Senado para las elecciones de 2026.

## Publicaciones
- El hijo de la guerra, ed. Panamericana. 2014

| Predecesor: Horacio Serpa Uribe | Gobernador de Santander 1 de enero de 2012 - 31 de diciembre de 2015 | Sucesor: Didier Tavera |